# Adryen Mehdi
Adryen Mehdi (Alger, 24 novembre 1986), est un acteur algérien qui a étudié l'art dramatique en Espagne et a développé sa carrière dans ce pays. Il est connu pour avoir joué l'Égyptien, lors de la première saison de Vis a vis (Derrière les barreaux), en 2015.

## Biographie
Grâce à son éducation dans la capitale algérienne et à ses origines berbères, il possède de vastes connaissances culturelles et linguistiques, puisqu'il parle cinq langues. Il entre en contact avec le monde du théâtre à l'âge de quinze ans par le biais d'ateliers de théâtre dans son quartier.[réf. nécessaire]
Concentré jusqu'alors sur le monde du sport, il arrive en Espagne en 2007 pour jouer au Real Murcia CF. Il vit dans la ville de Murcie jusqu'à ce qu'il décide de déménager à Barcelone pour étudier au centre de formation d'acteurs "La Bobina" tout en travaillant comme mannequin pour financer sa carrière. En outre, il se met à la boxe, qu'il pratique depuis son enfance, et commence à pratiquer le muay thaï[réf. nécessaire].
Après quatre ans à Barcelone, une tournée théâtrale en Espagne[réf. nécessaire] et quelques projets télévisés, il s'installe à Madrid, où, en 2015, il a décroché son rôle le plus important à ce jour, en incarnant "El Egipcio" dans la série à succès Derrière les barreaux de Globomedia.

## Carrière

### Théâtre
| Année     | Titre (original)             | Titre (traduction)           | Companie      |
| --------- | ---------------------------- | ---------------------------- | ------------- |
| 2011-2012 | Liberté, Égalité, Fraternité | Liberté, Égalité, Fraternité | Transformarte |
| 2010      | Te doy mis ojos              | Je te donne mes yeux         | La Bobina     |
| 2009      | Misery                       | Misère                       | La Bobina     |
| 2008      | Un tranvía llamado deseo     | Un tramway nommé Désir       | La Bobina     |

### Télévision
| Année | Titre (original)            | Titre (traduction)                   | Rôle                       | Chaîne    | Épisodes |
| ----- | --------------------------- | ------------------------------------ | -------------------------- | --------- | -------- |
| 2012  | Carmina                     | Carmina                              | Épisodique                 | Telecinco | 1        |
| 2014  | Rescatando a Sara           | Sauver Sara                          | Secondaire                 | Antena 3  | 2        |
| 2015  | Vis a vis                   | Derrière les barreaux                | Hanbal Hamadi "El Egipcio" | Antena 3  | 10       |
| 2016  | El Caso: Crónica de sucesos | L'affaire : Chronique des événements | Épisodique                 | TVE       | 1        |
| 2017  | Tiempos de guerra           | Temps de guerre                      | Rachid                     | Antena 3  | 8        |